# 李月久
李月久（1957年7月4日—），中国退役男子体操运动员。他在1984年洛杉矶夏季奥林匹克运动中，参加了男子体操并获得团体银牌。他也参加了1978年亚洲运动会和1982年亚洲运动会，获得多枚奖牌。